# 华金·巴拉格尔
华金·安东尼奥·巴拉格尔·里卡尔多（西班牙語：Joaquín Antonio Balaguer Ricardo，1906年9月1日—2002年7月14日），多米尼加共和国政治人物、作家，1960-1962、1966-1978、1986-1996三度担任多米尼加总统。

## 早年
巴拉格尔生于多米尼加北部圣地亚哥省的一个小镇Villa Bisono(今天叫纳瓦雷特Navarrete)，他的父亲华金·巴拉格尔·莱斯皮埃尔(Joaquín Balaguer Lespier)是波多黎各人，1929年巴拉格尔毕业于圣多明各大学法律系，获法学硕士学位。1934年在巴黎大学获法学博士学位。

## 从政
1950年巴拉格尔在拉斐尔·特鲁希略总统政府中任教育部长，之后相继担任过外交部长和副总统等职务。1960年埃克托尔·特鲁希略辭職後，他以副总统继任总统，但實權仍掌握在拉斐爾·特魯希略將軍手中，1961年拉斐爾·特鲁希略被刺杀后，他于1962年被军事政变推翻，流亡波多黎各和美国直至1965年。1966年他再次当选总统，连任三届执政12年。1986年开始他又连任三届总统。后因有人指控其在1994年的选举中有政治暴力、賄選和貪污舞弊行为，巴拉格尔提前两年于1996年8月16日引退。2002年7月14日因胃溃疡逝世。
巴拉格在投身政治運動的同時亦勤於筆耕，1990年2月，他与前总统胡安·博什一同获得了多米尼加第一届国家文学奖。

## 独裁的环境保护主义者
巴拉格尔是一位强权的独裁者，其标志性名言为：“宪法不过是一纸空文。”不过，巴拉格尔党政期间，大力推行环境保护政策，甚至以军队代替环保部门执行护林工作，采用强硬手段打击非法伐木者与垦荒者，发动了一场由上而下的环保运动。然而，正如戴蒙德在他的著作《崩溃——社会如何选择成败兴亡》中所谈到的：“作为一个环境保护主义者，他的一个特别严重的缺点是忽略了农民需求与环境问题之间的调和，在培养大众的环境保护意识上他还应该做得更多。”